# Рославичи
Рославичи (укр. Рославичі) — село, входит в Васильковский район Киевской области Украины.
Население по переписи 2001 года составляло 255 человек. Почтовый индекс — 08681. Телефонный код — 4571. Код КОАТУУ — 3221487301. Занимает площадь 7,75 км².

## Местный совет
08681, Київська обл., Васильківський р-н, с.Рославичі, вул.Леніна,3